# 大和めきたる名字の禁止
大和めきたる名字の禁止（やまとめきたるみょうじのきんし）は、薩摩藩が琉球で行った政策。「めきたる」とは、「〜のような」「〜に似た」という意味である。したがって、日本本土（大和）の姓に似た名字を琉球人が名乗ることを禁じた政策を指す。
古琉球期には琉球の家名は平仮名表記が通常であったが、本土の家名と同根の家名（音韻は琉球語風に変化している、例: 中曽根・仲宗根に対してナカズニ・ナカジュニ）は本土と同様の漢字を当てていた。これらに対して、徳川幕府に対して琉球を異国として演出しようとした薩摩藩により名字が改めさせられる。完全に徹底されたわけではなく、本土と同じ名字も残存した。また、明治維新後に本土と同じ漢字に改める例も多数あった。
主に以下のようなパターンが存在する。
1. 中山王の名前に含まれる「中」の「仲」・「名嘉」への改名（例: 中村→仲村・名嘉村、中間→仲間、中山→名嘉山、中原→名嘉原、中森→仲盛）
2. 姓名の漢字の変更
  1. 中曽根→仲宗根
  2. 船越→富名腰
  3. 前田→真栄田
  4. 国上→国頭
  5. 榎本→栄野元
  6. 上田→上江田
  7. 徳山→渡久山
  8. 塚山→津嘉山
  9. 横田→与古田
  10. 八木→屋宜
  11. 新庄→新城
  12. 江川→枝川
  13. 福原→普久原
  14. 福村→譜久村
  15. 作本→佐久本
  16. 沢田→佐和田

## 資料
「大和めきたる名字の禁止」という文書は存在せず原典は、 寛永元年(1624年)八月二十日に薩摩藩が琉球に対して発した「定」である。
「定」
一、三司官その外諸役職の扶持方、自今以後は御分別次第たるべきのこと
一、科人死罪・流罪の儀、この方に御伺いに及ばず、御分別次第たるべ きこと
一、日本名を付け、日本支度仕り候は、かたく停止たるべきこと
一、おりめまつりの儀、この方御蔵入の分は、耕作時分違わざるようにと仰せ付けられ候、御分領の儀は御分別次第たるべく候
一、他国人その地へ参る儀停止たるべきこと
右条々向後違篇有るべからざるものなり
寛永元年子八月廿日
比志島宮内少輔（花押） 伊勢兵部少輔（花押） 島津下野守（花押）